# Grande Prêmio da Itália de 2023
O Grande Prêmio da Itália de 2023 (formalmente denominado Formula 1 Pirelli Gran Premio d'italia 2023) Foi a décima quarta etapa do Campeonato Mundial de Fórmula 1 de 2023. Foi disputado em 3 de setembro de 2023 no Autódromo Nacional de Monza, Monza, Itália.

## Antecedentes
Antes da corrida começar nove caças subiram acima da pista e espalharam uma trilha de fumaça verde-branca-vermelha.
Durante a volta de aquecimento o carro do Yuki Tsunoda teve problema no motor, fazendo a largada ser abortada e começando só 20 minutos depois do horário previsto, e com isso fez a corrida ter 51 voltas que no planejado era 53.

## Resumo
Carlos Sainz largou da pole position e passou a liderar corrida. Max Verstappen largou da segunda posição com Charles Leclerc atrás dele.
Na volta 15 Verstappen ultrapassou Sainz e assumiu a liderança. Depois, ele fez um pit stop e perdeu a primeira posição para Lewis Hamilton. Ao voltar na pista Verstappen ultrapassou Hamilton e assumiu novamente a liderança.
Leclerc ficou mais de 30 voltas na terceira posição, mas na volta 32 ele foi ultrapassado por Sergio Pérez.
Verstappen venceu o GP da Itália e conquistou sua décima vitória consecutiva em uma temporada, estabelecendo assim um novo recorde. Pérez e Sainz terminaram, respectivamente, em segundo e terceiro lugar, completando o pódio.

## Resultados

### Treino classificatório
| Pos.                | No. | Driver           | Constructor           | Qualifying times | Qualifying times | Qualifying times | Final grid |
| Pos.                | No. | Driver           | Constructor           | Q1               | Q2               | Q3               | Final grid |
| ------------------- | --- | ---------------- | --------------------- | ---------------- | ---------------- | ---------------- | ---------- |
| 1                   | 55  | Carlos Sainz Jr. | Ferrari               | 1:21.965         | 1:20.991         | 1:20.294         | 1          |
| 2                   | 1   | Max Verstappen   | Red Bull Racing-Honda | 1:21.573         | 1:20.937         | 1:20.307         | 2          |
| 3                   | 16  | Charles Leclerc  | Ferrari               | 1:21.788         | 1:20.977         | 1:20.361         | 3          |
| 4                   | 63  | George Russell   | Mercedes              | 1:22.148         | 1:21.382         | 1:20.671         | 4          |
| 5                   | 11  | Sergio Pérez     | Red Bull Racing-Honda | 1:21.911         | 1:21.240         | 1:20.688         | 5          |
| 6                   | 23  | Alexander Albon  | Williams-Mercedes     | 1:21.661         | 1:21.272         | 1:20.760         | 6          |
| 7                   | 81  | Oscar Piastri    | McLaren-Mercedes      | 1:22.106         | 1:21.527         | 1:20.785         | 7          |
| 8                   | 44  | Lewis Hamilton   | Mercedes              | 1:21.977         | 1:21.369         | 1:20.820         | 8          |
| 9                   | 4   | Lando Norris     | McLaren-Mercedes      | 1:21.995         | 1:21.581         | 1:20.979         | 9          |
| 10                  | 14  | Fernando Alonso  | Aston Martin-Mercedes | 1:22.043         | 1:21.543         | 1:21.417         | 10         |
| 11                  | 22  | Yuki Tsunoda     | AlphaTauri-Red Bull   | 1:21.852         | 1:21.594         | N/A              | 11         |
| 12                  | 40  | Liam Lawson      | AlphaTauri-Red Bull   | 1:22.112         | 1:21.758         | N/A              | 12         |
| 13                  | 27  | Nico Hülkenberg  | Haas-Ferrari          | 1:22.343         | 1:21.776         | N/A              | 13         |
| 14                  | 77  | Valtteri Bottas  | Alfa Romeo-Ferrari    | 1:22.249         | 1:21.940         | N/A              | 14         |
| 15                  | 2   | Logan Sargeant   | Williams-Mercedes     | 1:21.930         | 1:21.944         | N/A              | 15         |
| 16                  | 24  | Zhou Guanyu      | Alfa Romeo-Ferrari    | 1:22.390         | N/A              | N/A              | 16         |
| 17                  | 10  | Pierre Gasly     | Alpine-Renault        | 1:22.545         | N/A              | N/A              | 17         |
| 18                  | 31  | Esteban Ocon     | Alpine-Renault        | 1:22.548         | N/A              | N/A              | 18         |
| 19                  | 20  | Kevin Magnussen  | Haas-Ferrari          | 1:22.592         | N/A              | N/A              | 19         |
| 20                  | 18  | Lance Stroll     | Aston Martin-Mercedes | 1:22.860         | N/A              | N/A              | 20         |
| 107% time: 1:27.283 |     |                  |                       |                  |                  |                  |            |
| Source:             |     |                  |                       |                  |                  |                  |            |

### Corrida
| Pos.                                                                      | No. | Driver           | Constructor           | Laps | Time/Retired        | Grid | Points |
| ------------------------------------------------------------------------- | --- | ---------------- | --------------------- | ---- | ------------------- | ---- | ------ |
| 1                                                                         | 1   | Max Verstappen   | Red Bull Racing-Honda | 51   | 1:13:41.143         | 2    | 25     |
| 2                                                                         | 11  | Sergio Pérez     | Red Bull Racing-Honda | 51   | +6.064              | 5    | 18     |
| 3                                                                         | 55  | Carlos Sainz Jr. | Ferrari               | 51   | +11.193             | 1    | 15     |
| 4                                                                         | 16  | Charles Leclerc  | Ferrari               | 51   | +11.377             | 3    | 12     |
| 5                                                                         | 63  | George Russell   | Mercedes              | 51   | +23.028             | 4    | 10     |
| 6                                                                         | 44  | Lewis Hamilton   | Mercedes              | 51   | +42.679             | 8    | 8      |
| 7                                                                         | 23  | Alexander Albon  | Williams-Mercedes     | 51   | +45.106             | 6    | 6      |
| 8                                                                         | 4   | Lando Norris     | McLaren-Mercedes      | 51   | +45.449             | 9    | 4      |
| 9                                                                         | 14  | Fernando Alonso  | Aston Martin-Mercedes | 51   | +46.294             | 10   | 2      |
| 10                                                                        | 77  | Valtteri Bottas  | Alfa Romeo-Ferrari    | 51   | +1:04.056           | 14   | 1      |
| 11                                                                        | 40  | Liam Lawson      | AlphaTauri-Red Bull   | 51   | +1:10.638           | 12   |        |
| 12                                                                        | 81  | Oscar Piastri    | McLaren-Mercedes      | 51   | +1:13.074           | 7    |        |
| 13                                                                        | 2   | Logan Sargeant   | Williams-Mercedes     | 51   | +1:18.557           | 15   |        |
| 14                                                                        | 24  | Zhou Guanyu      | Alfa Romeo-Ferrari    | 51   | +1:20.164           | 16   |        |
| 15                                                                        | 10  | Pierre Gasly     | Alpine-Renault        | 51   | +1:22.510           | 17   |        |
| 16                                                                        | 18  | Lance Stroll     | Aston Martin-Mercedes | 51   | +1:27.266           | 20   |        |
| 17                                                                        | 27  | Nico Hülkenberg  | Haas-Ferrari          | 50   | +1 lap              | 13   |        |
| 18                                                                        | 20  | Kevin Magnussen  | Haas-Ferrari          | 50   | +1 lap              | 19   |        |
| Ret                                                                       | 31  | Esteban Ocon     | Alpine-Renault        | 41   | Problema de direção | 18   |        |
| DNS                                                                       | 22  | Yuki Tsunoda     | AlphaTauri-Red Bull   | 0    | Problema no motor   | –    |        |
| Volta mais rápida: Oscar Piastri (McLaren-Mercedes) – 1:25.072 (volta 43) |     |                  |                       |      |                     |      |        |
| Fonte:                                                                    |     |                  |                       |      |                     |      |        |

## Curiosidades
- Carlos Sainz fez a sua 4° pole position na carreira a última foi no Grande Prêmio dos Estados Unidos de 2022.
- Max Verstappen é o primeiro piloto na história da Fórmula 1 a vencer 10 vezes consecutivas na mesma temporada.
- Primeiro pódio de Carlos Sainz no ano o último foi no Grande Prêmio de São Paulo de 2022.
- Primeira Volta mais rápida do piloto australiano Oscar Piastri pela McLaren.

## Tabela do Campeonato após a corrida
|         | Pos. | Driver           | Points |
| ------- | ---- | ---------------- | ------ |
|         | 1    | Max Verstappen   | 364    |
|         | 2    | Sergio Pérez     | 219    |
|         | 3    | Fernando Alonso  | 170    |
|         | 4    | Lewis Hamilton   | 164    |
|         | 5    | Carlos Sainz Jr. | 117    |
| Source: |      |                  |        |

|         | Pos. | Constructor           | Points |
| ------- | ---- | --------------------- | ------ |
|         | 1    | Red Bull Racing-Honda | 583    |
|         | 2    | Mercedes              | 273    |
| 1       | 3    | Ferrari               | 228    |
| 1       | 4    | Aston Martin-Mercedes | 217    |
|         | 5    | McLaren-Mercedes      | 115    |
| Source: |      |                       |        |

- Nota: Apenas as cinco primeiras posições estão incluídas para ambos os conjuntos de classificação.